# Залужжя (Шепетівський район)
Залу́жжя — село в Україні, у Білогірській селищній громаді Шепетівського району Хмельницької області. До 2020 орган місцевого самоврядування — Залузька сільська рада.

## Географія
У селі річка Бензюрівка впадає у Горинь.

## Історія
У 1906 році село Перерославської волості Острозького повіту Волинської губернії. Відстань від повітового міста 28 верст, від волості 15. Дворів 87, мешканців 474.
7 (20) листопада 1917 року, відповідно до Третього Універсалу Української Центральної Ради, увійшло до складу Української Народної Республіки.
12 червня 2020 року, відповідно до розпорядження Кабінету Міністрів України № 727-р «Про визначення адміністративних центрів та затвердження територій територіальних громад Хмельницької області», увійшло до складу Білогірської селищної громади.
19 липня 2020 року, в результаті адміністративно-територіальної реформи та ліквідації Білогірського району, село увійшло до складу новоутвореного Шепетівського району.

## Населення
Населення села за переписом 2001 року становило 542 особи, в 2011 році — 488 осіб.

## Легенда
Поселення утворилось внаслідок знищення с. Корниця. Люди, які залишились живими, організували поселення за лугом який був на околиці колишніх Корниць.

## Пам'ятки
- Вигорне — ботанічна пам'ятка природи місцевого значення в Україні.

## Галерея

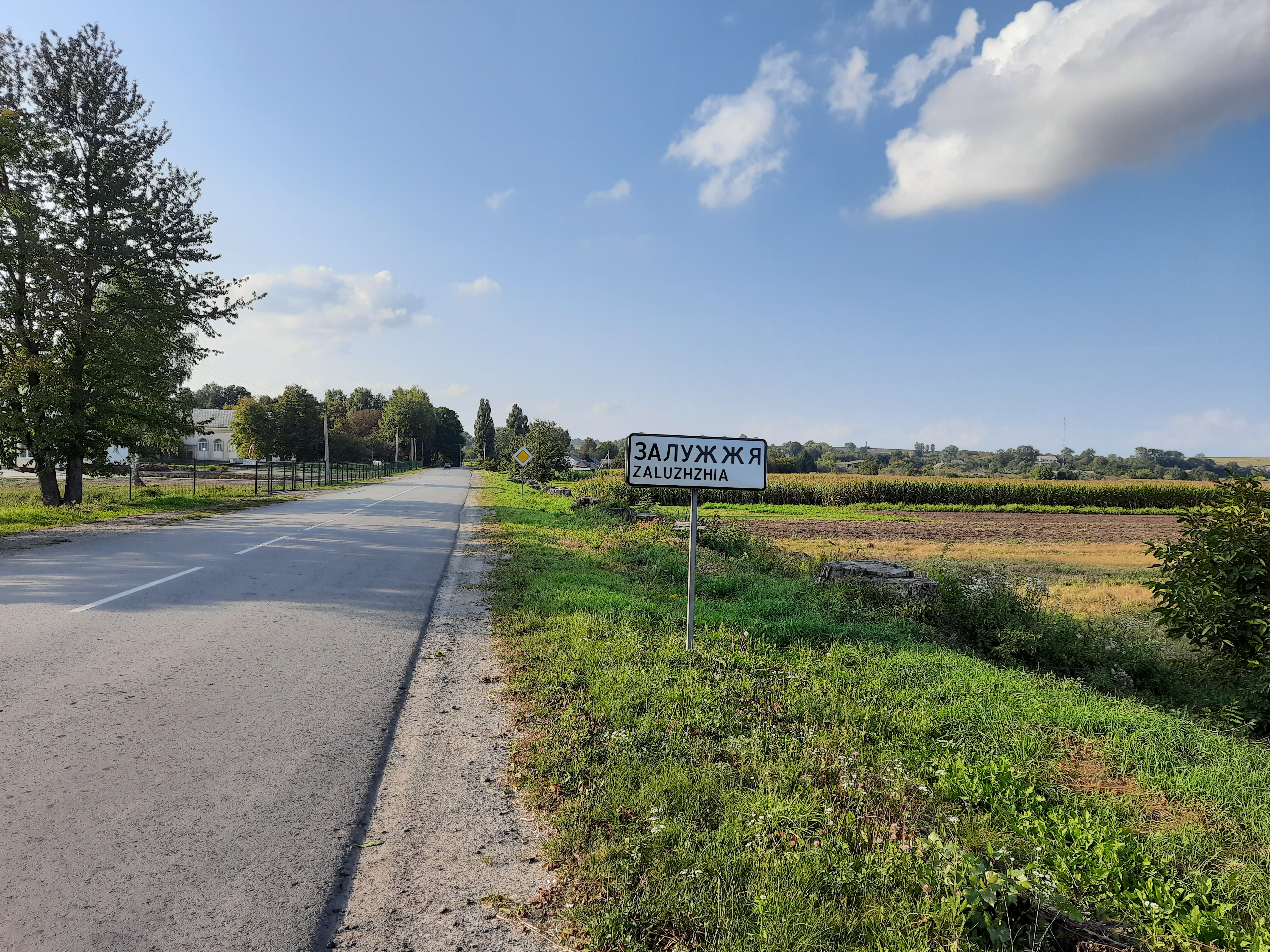
Дорожній знак при в'їзді в село
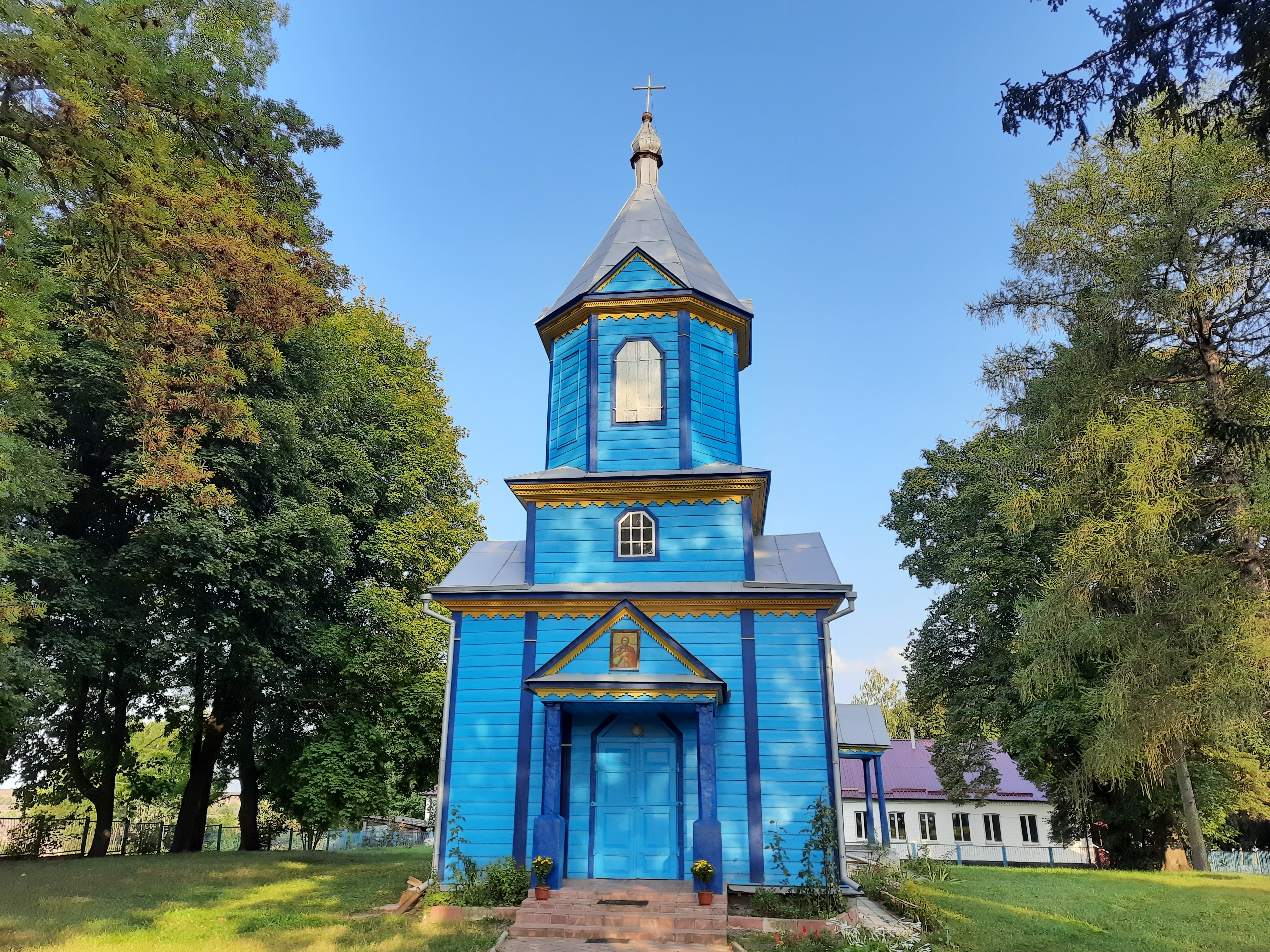
Церква Олександра Невського
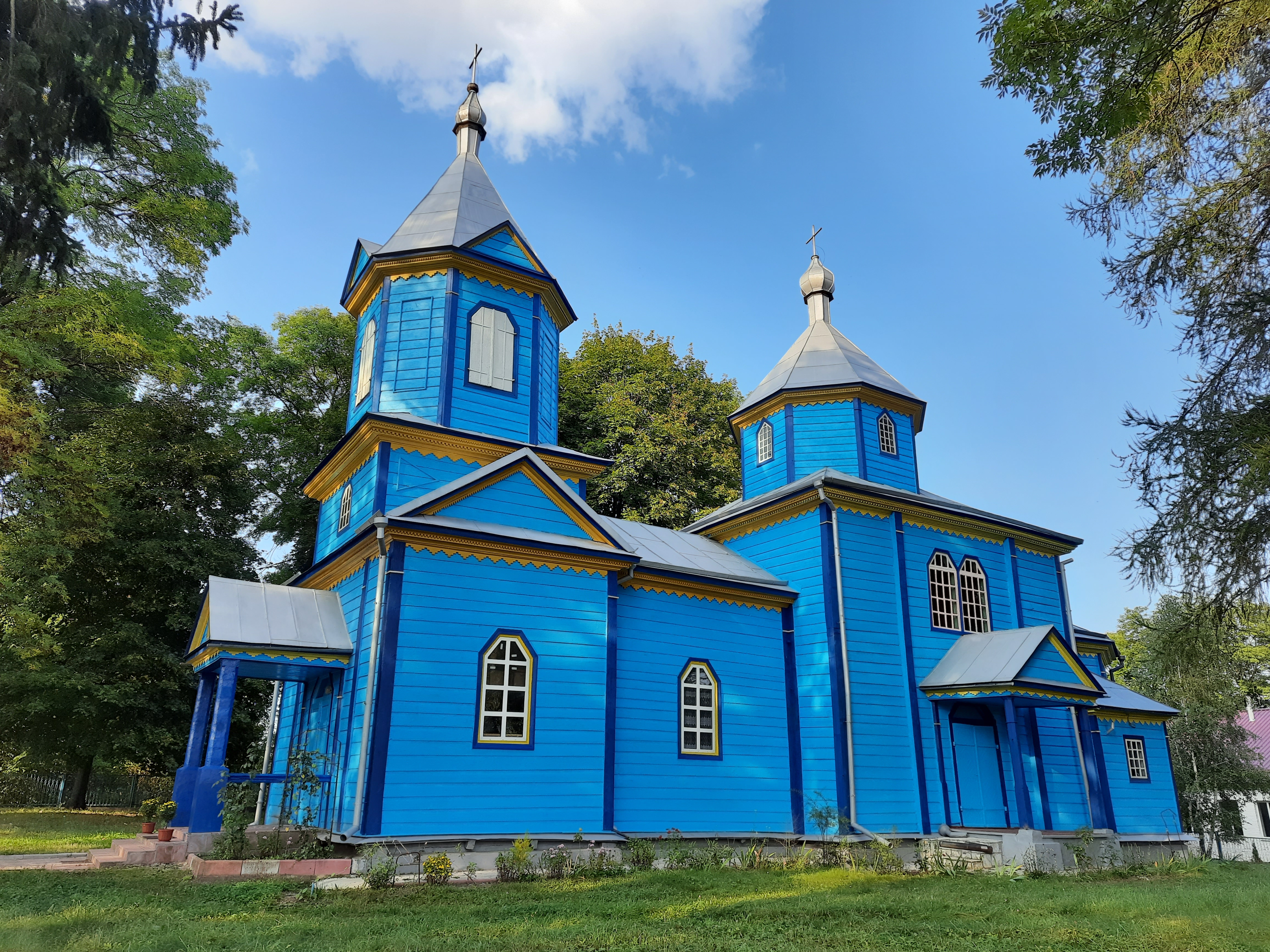
Церква Олександра Невського
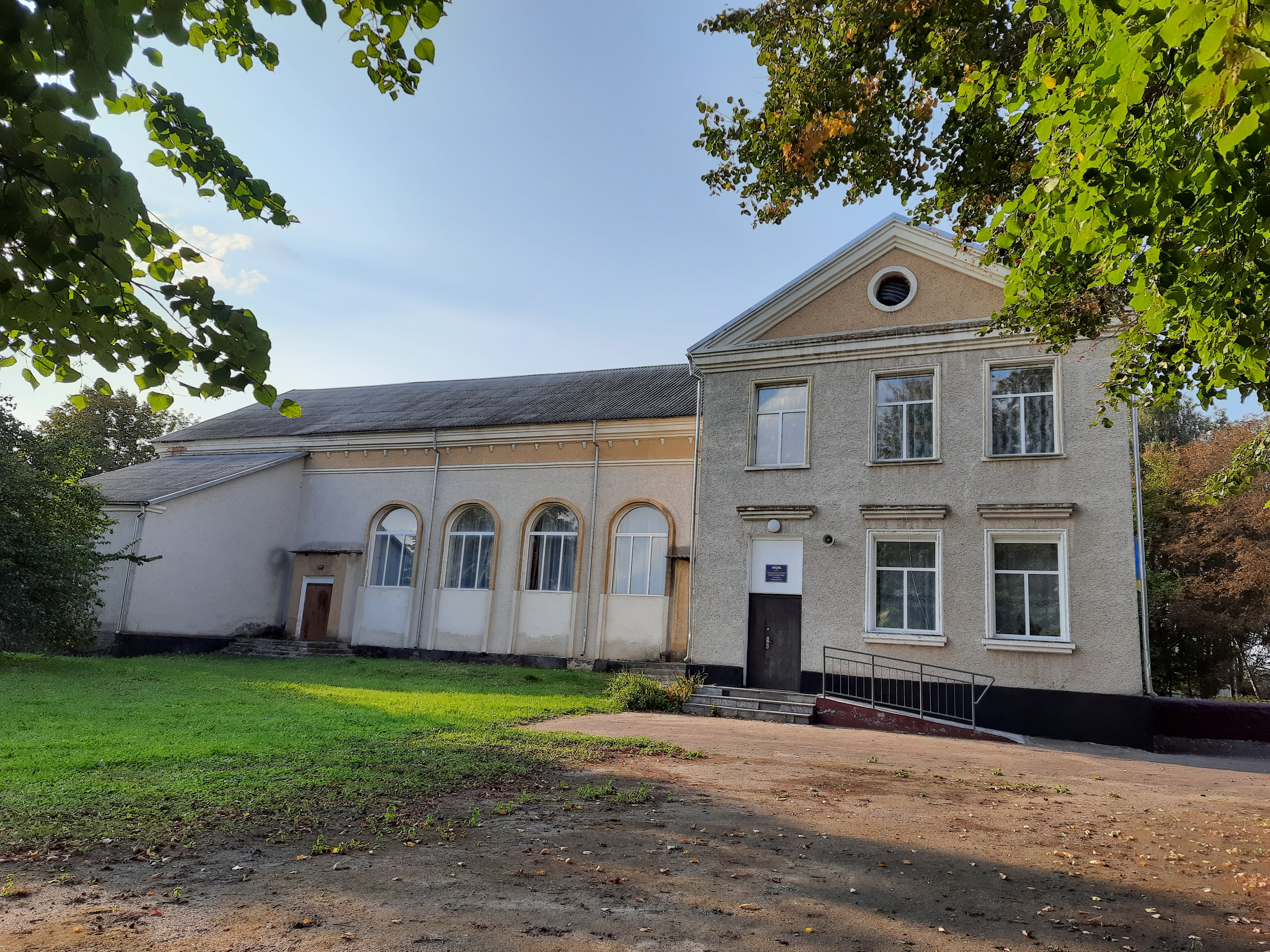
Будинок культури
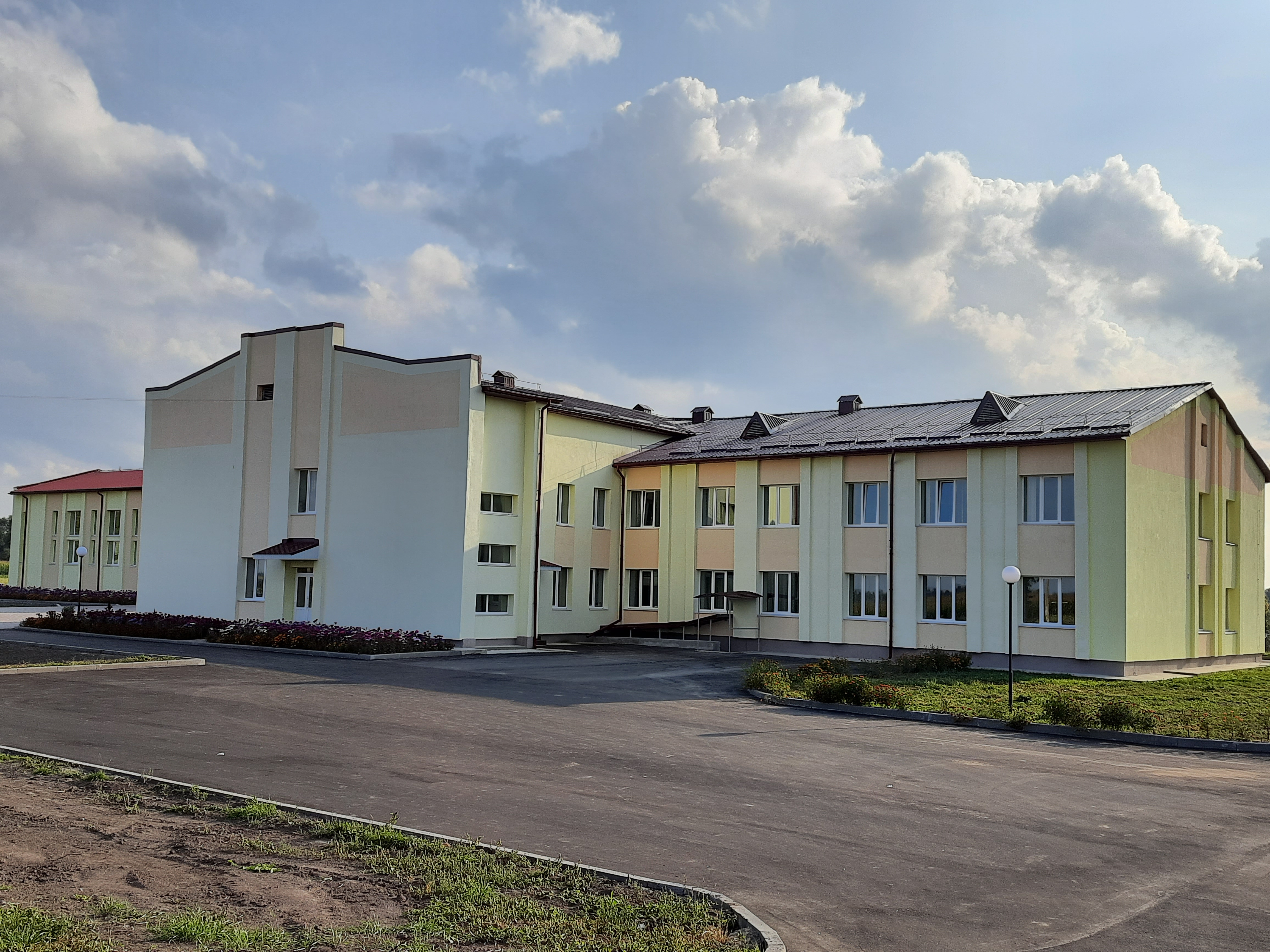
Школа